# Stenocharta flavicollis
Stenocharta flavicollis är en fjärilsart som beskrevs av W. Warren 1903. Stenocharta flavicollis ingår i släktet Stenocharta och familjen mätare. Inga underarter finns listade i Catalogue of Life.